# Club Internacional de Fútbol Miami II
O Fort Lauderdale Club de Fútbol, conhecido como Fort Lauderdale CF, é um clube de futebol profissional americano com sede em Fort Lauderdale, Flórida, que jogará na USL League One, o terceiro nível do futebol americano. O clube foi fundado em 1 de fevereiro de 2020 e é o time reserva do clube da Major League Soccer, Inter Miami CF. 

## História
Em 9 de outubro de 2019, foi anunciado pelo Inter Miami, da Major League Soccer, que eles teriam uma equipe reserva na USL League One em 2020.   Alguns meses depois, em 1º de fevereiro de 2020, o clube anunciou o nome do time como Fort Lauderdale Club de Fútbol e que jogaria no Lockhart Stadium, estádio reconstruído pelo time principal. 